# The Gold Rush
The Gold Rush é um filme estadunidense de 1925, dos gênero comédia, aventura, drama e romance, dirigido, roteirizado e estrelado por Charles Chaplin. É considerado uma das mais incríveis obras de Chaplin, inclusive foi dito várias vezes por ele que gostaria de ser lembrado por esse filme.

## Enredo
Neste filme, o Vagabundo vai tentar a sorte em Klondike, no Alasca, na "febre do ouro" em 1898, em busca da riqueza e felicidade.
Carlitos está a procura de minas de ouro, e vai andando na procura deste. Enquanto isso Jim MacKay, mais conhecido como Big Jim está demarcando as suas terras, e consegue achar uma montanha de ouro. 
Em uma cabana abandonada mora um fugitivo da lei, Black Larson, que tenta de todo o jeito ocultar sua ficha penal. Durante uma tempestade Carlitos vai até a cabana de Larson empurrado pela ventania.  Ele adentra o casebre sem que ninguém perceba e come um pedaço de carne de urso, o que faz que Larson tente colocá-lo para fora. Porém, devido a tempestade, Carlitos não consegue nem sair do lugar devido ao escorregamento do chão.
Neste exato momento, Big Jim é empurrado pela tempestade e passa correndo na casa de Black Larson; ao mesmo tempo , Carlitos sai para ver o que acontece e é empurrado. Quando Carlitos volta, expulsa Larson da cabana, mas não demora muito até Jim voltar a casa de Larson para a busca de comida, roubando o pedaço de carne de urso de Carlitos.
Contudo, quando Larson tenta colocar os dois para fora este mesmo não consegue após uma briga e um tiro de espingarda dado por Larson para amedrontar Jim, para deixar Jim ficar lá; todavia, depois Carlitos convence Jim a deixá-lo ficar na cabana também.
Com muita fome, no dia seguinte, após "cortarem" as cartas em um sorteio que quem pegasse a menor carta iria buscar comida; Larson, é escolhido para a tarefa. Passa pela polícia e acha a montanha de ouro de Big Jim que estava nas mãos dos guardas e mata os dois oficiais que estavam em busca dele e tinham a montanha de ouro de Jim como posse até que viesse o seu legítimo dono.
Enquanto isso, devido a demora de Larson, mortos de fome, Jim e Carlitos, cozinham a botina de Carlitos, na clássica cena. Mas logo depois, Carlitos vai a caça mas não consegue nada. De tanta fome, Jim delirava e armava confusões com Carlitos, pois via ele como uma galinha. 
Enquanto eles dormem ficam se olhando e se espiando para ver se Jim, não irá delirar de novo. Mas depois de uma série de confusões, em que um urso salva Carlitos de asfixia, eles matam o animal e o comem, assim cada um vai para um lugar.
Logo depois, Jim retorna e acha sua montanha de ouro nas mãos de Larson: começam a brigar. Este o golpeia. Enquanto este pega um pouco do ouro de Jim, e cai de um penhasco.
Com a corrida do ouro, naquele lugar, uma cidade cresceu. Lá, foi construído um dance-hall onde trabalhava Georgia, uma dançarina, que era o amor de Jack Cameron,  homem que adorava beber e sair com garotas. 
Certa vez, Carlitos vai até o dance-hall, vê Georgia e se apaixona por ela. Após Jack querer obrigá-la a dançar com ele, Georgia escolhe Carlitos para dançar; Devido a um incidente com um cachorro, que Carlitos colocou acidentalmente sua coleira como um cinto, após o cão ver um gato, Carlitos é arrastado no chão pelo cachorro. 
Furioso, Jack quer conversar com Georgia, mas Carlitos interpõe-se, defendendo-a. Os dois brigam, um relógio de parede cai na cabeça de Jack, mas Carlitos acha que foi ele quem o golpeara, e sai a passos largos do salão. .
Perto do dance-hall ficava a casa de Hank Curtis, um homem bom e gentil que fazia expedições ao Pólo Norte, Carlitos finge ser um flagelado pelo frio para ganhar ajuda do homem. Depois, o vagabundo se oferece para ser o caseiro de Curtis.
Depois dali, Carlitos nunca mais viu Georgia, mas um incidente os reuniu: ao ouvir movimentação diante da casa, ele abre a porta e recebe uma bola de neve no rosto, disparada por Georgia e suas amigas, que brincavam na rua. 
Ele convida-as para entrar e, vai buscar mais lenha para preparar o café da manhã. Ao mexer no travesseiro do catre, ela encontra uma foto rasgada de Georgia e a flor que lhe ofereceu no salão. Ela mostra a foto às amigas e descobrem o segredo de Carlitos: ele ama Georgia. Todas fazem pouco caso do fato. Georgia dissimula seduzi-lo, enquanto uma delas, sentado ao lado de Carlitos, atira propositalmente um fósforo no sapato-de-lona de Carlitos, que faz o sapato dele pegar fogo. Elas se despedem, ele convida Georgia a voltar um dia, elas prometem visitá-lo nas festas do final de ano.
Carlitos trabalha como varredor de neve para conseguir tal dinheiro. Chega, o Ano-Novo e nenhum sinal de Georgia, enquanto isso Carlitos dorme e sonha com que todas as amigas de Georgia estavam lá. em seu sonho, elas pedem um discurso; desculpando-se por não ter o dom da oratória, mete dois pães em garfos e simula uma mímica de dança com eles.
O vagabundo desperta, sai e vê que Georgia estava na festa no dance-hall, mas ela se lembra da promessa que fizera e vai com suas amigas e Jack lá mas Carlitos, não estava mais lá. Sentida, ela sai e empurra Jack, após este ter tentado dar um beijo nela. No outro dia, Carlitos vai atrás de Georgia no dance-hall, e ela lhe envia uma carta dizendo que sente muito em não poder ir até ele e queria lhe explicar.
Big Jim se recupera do golpe que Larson lhe dera mas perde a memória, e não consegue achar a cabana, e vai até a delegacia dizer sobre a sua montanha de ouro, mas não se lembra onde estava.
Ele vai até o dance-hall e acha Carlitos e o leva até a cabana, depois de Carlitos achar Georgia e dizer a ela que o amava e não o precisava explicar nada, e disse que iria dar uma boa vida a ela.
Eles encontram a cabana, e se recolhem, e Big Jim se lembra onde está a sua montanha de ouro. Eles dormem, mas uma tempestade muda a casa deles de lugar, e após muitas confusões e depois da casa ter sido transportada até um barranco, eles conseguem achar a montanha de ouro de Big Jim no penhasco onde Black Larson caiu e ficam ricos.
Eles estão viajando num navio. 
Carlitos se lembra de Georgia ao ver a foto dela que ele guardava (só que agora em um porta-retrato), e um jornalista quer fazer uma reportagem sobre a vida deste e pede que ele se vista em suas velhas roupas, ele é confundido com um clandestino e quase é preso mas ele reencontra Georgia e esta se oferece a pagar sua passagem mas chegam os jornalistas e um senhor e avisam aos policiais do navio que ele não era clandestino e era amigo de Big Jim, o multimilionário. 
Lhe pediram desculpas e pediram quem era Georgia, Carlitos falou no ouvido do homem que lhe havia perguntado que era sua futura noiva, e ele pede que se arrumem mais um aposento, para Georgia.

## Elenco
- Charles Chaplin .... Carlitos
- Mack Swain .... Big Jim McKay
- Tom Murray .... Black Larsen
- Henry Bergman .... Hank Curtis
- Malcolm Waite .... Jack Cameron
- Georgia Hale .... Georgia
- George Holt .... Homem no salão de danças (não-creditado)[2]

## Principais prêmios e indicações
Oscar 1943 (EUA)
- Recebeu duas indicações, nas categorias de Melhor Trilha Sonora e Melhor Som - Gravado.

Kinema Junpo Awards 1927 (Japão)
- Venceu na categoria de Melhor Filme Estrangeiro.